# Barbara Deming
Barbara Deming, född 23 juli 1917 i New York, död 2 augusti 1984 på Sugarloaf Key, Florida Keys, Florida, var en amerikansk aktivist, även verksam som regissör, författare, journalist m.m.
Deming skaffade sig en universitetsutbildning under andra världskriget, och började sedan sin karriär som filmanalytiker på amerikanska kongressens bibliotek. Samtidigt som hon var filmkritiker och skrev ägnade hon sig åt sitt författarskap.
Under 1950-talet inledde Deming sin bana som aktivist, då hon protesterade mot de orättvisor hon såg i USA och världen. Hon inspirerades snart av Mahatma Gandhi och Martin Luther King, som båda hade en religiös grund till sin icke-våldskamp. Demings familj var religiös, de tillhörde de kristna kväkarna, vilket även grundskolan hon gått i gjorde.
Deming hade dock en icke-religiös grund i sin icke-våldskamp, något som gör henne viktig i icke-våldets historia. Det finns andra som gått utanför religionen, som Henry David Thoreau på 1800-talet, och framförallt Gene Sharp (som dock kom efter Deming). Icke-våldsrörelsens grundare var kristna, och rörelsen var starkt förknippad med religion när hon började engagera sig i den på 1960-talet.
Det religiösa inslaget gjorde att många som inte var troende tvekade i att gå med i icke-våldsrörelsen. Deming gjorde en mycket stor insats i att ge icke-våldet en grund utanför de religiösa grupperna, så att fler kunde känna sig hemma. För henne var inte icke-våld ett sätt att komma närmare Gud eller ett sätt att följa Guds bud. För henne handlade det om vad som var mest effektivt.
Barbara Deming var egentligen inte emot våld på någon moralisk grund. Hon resonerade istället ungefär så här: " –Jag vill ha ett rättvist samhälle. I ett rättvist samhälle visar man respekt för varandra. Man respekterar alla andra för att de är människor som man själv. Om jag nu vill ha ett rättvist och respekterande samhälle, måste jag ju också respektera mina motståndare. Om jag inte respekterar dem, så hjälper jag ju bara till att behålla ett samhälle där man inte respekterar varandra."

## Protester
Deming var aktiv i många demonstrationer och marscher om frågor som fred och medborgerliga rättigheter. Hon var med i en grupp som reste till Hanoi under Vietnamkriget och sattes i fängelse många gånger för sina icke-våldsprotester. Hon deltog i protester mot kärnvapenbestyckade Polaris-ubåtar, år 1961 deltog hon i fredsmarschen från San Francisco till Moskva och ett möte med Internationella Fredsbrigaden i Europa, år 1962 deltog hon i protesterna mot kärnvapenprov och i fredsmarschen mellan Nashville och Washington, D.C., med både vita och svarta deltagare, år 1963 deltog hon i de svartas protester i Birmingham, år 1964 deltog hon i marschen från Québec till Guantanamo mot USA:s agerande i Kuba och under åren 1965–1967 reste hon runt i Nord- och Sydvietnam för att protestera mot Vietnamkriget.

## Gandhi
Under en resa till Indien började hon läsa Gandhis böcker, och man kan tycka sig se olika saker som hon hämtat från Gandhi. Gandhi såg det som att alla människor var ett – gör du någon annan människa illa, gör du alla människor illa, och alltså gör du även dig själv illa. Eftersom vi alla är ett, ansåg hon också att man inte kan dela upp människor i Vi och Dom.
Man kan också känna igen Gandhi när Deming säger att man inte skall angripa sin motståndare som person, utan bara angripa vad personen gör. Inte heller här behövde hon någon religiös eller ens moralisk grund i sitt resonemang, även här handlar det om vad som är effektivast. Om man vill omvända en annan människa, är att hota eller använda våld det sämsta man kan göra. Om någon känner sig hotad, kommer denne att vara för rädd för att lyssna på vad man har att säga. Hon menade också att makten hellre ser våldsamma protester, då de kan få folk att se våldet och inte vad de som protesterar har att säga. Att använda icke-våld är därför att tvinga motståndaren att lyssna.

## Feminism
Barbara Demings icke-våldskamp ledde också in henne i kvinnorörelsen och feminismen. Hon såg den grundläggande förbindelsen mellan icke-våld, fred och kvinnoförtryck som hade undgått hennes föregångare, Gandhi och Martin Luther King. Deming ansåg att det var de som vi älskade som förtryckte oss och att det var nödvändigt att återuppfinna icke-våldskampen varje dag.
Deming ogillade den dikotomiska uppdelningen i manligt och kvinnligt. Hon menade att de flesta tyckte att manligt är att stå på sig och hävda sig själv, och kvinnligt är att bry sig om sina medmänniskor. I icke-våldet såg hon att det manliga och kvinnliga kunde förenas. Att ta till icke-våld är att hävda sig själv, samtidigt som det är att respektera sin motståndare. Som Gandhi så menade hon att icke-våld inte är feghet, det är att stå upp för sig själv. Det är det manliga. Att respektera och bry sig om talade även Gandhi om, det menade Deming var det kvinnliga. Tillsammans blir det något mer än bara manligt och kvinnligt – det blir mänskligt. Hon ger en unik vision till skapandet av vad Martin Luther King kallade "kärlekens gemenskap".
Barbara Deming skrev: "Icke-våldsaktioner är av naturen androgyna. I dem finns de två impulser som länge behandlats som distinkt ’maskulina och feminina’, impulsen av självhävdelse och impulsen till sympati. Här är de tydligt förenade, faktiskt så visar icke-våldet i sin genialitet hur de är odelbara och på så sätt återställer den mänskliga gemenskapen…"
Deming menade att alla människor kan göra något, och att det spelar roll. Hon såg också den egna erfarenheten som väldigt viktig – det var inte bara att kunna teorier, utan det man varit med om i livet kan också användas i icke-våldskampen. Hon kunde till exempel till viss del förstå de svartas situation som andra klassens medborgare, då hon som kvinna – dessutom lesbisk – ofta fick utstå att bli utestängd för möjligheter som vita män hade.